# WTA Challenger Midland
Der WTA Challenger Midland (offiziell: Dow Tennis Classic) ist ein Tennisturnier der Kategorie WTA Challenger der WTA Challenger Series, das in Midland, Michigan, im dortigen Greater Midland Tennis Center, erstmals Anfang November 2021 ausgetragen wurde.
Von 1994 bis 2020 war es ein ITF-Turnier; siehe ITF Midland.

## Siegerliste

### Einzel
| Jahr | Siegerin          | Finalgegnerin      | Ergebnis |
| ---- | ----------------- | ------------------ | -------- |
| 2021 | Madison Brengle   | Robin Anderson     | 6:2, 6:4 |
| 2022 | Catherine McNally | Anna-Lena Friedsam | 6:3, 6:2 |
| 2023 | Anna Kalinskaja   | Jana Fett          | 7:5, 6:4 |
| 2024 | Rebecca Marino    | Alycia Parks       | 6:2, 6:1 |

### Doppel
| Jahr | Siegerinnen                     | Finalgegnerinnen                     | Ergebnis         |
| ---- | ------------------------------- | ------------------------------------ | ---------------- |
| 2021 | Harriet Dart Asia Muhammad      | Peangtarn Plipuech Aldila Sutjiadi   | 6:3, 2:6, [10:3] |
| 2022 | Asia Muhammad Alycia Parks      | Anna-Lena Friedsam Nadija Kitschenok | 6:2, 6:3         |
| 2023 | Hailey Baptiste Whitney Osuigwe | Sophie Chang Ashley Lahey            | 2:6, 6:2, [10:1] |
| 2024 | Emily Appleton Maia Lumsden     | Ariana Arseneault Mia Kupres         | 6:2, 4:6, [10:5] |